# تپه قره گوز ۳
تپه قره گوز ۳ مربوط به دوره اشکانیان - دوره ساسانیان است و در شهرستان بوکان، بخش مرکزی، دهستان ایل تیمور، روستای قره گوز واقع شده و این اثر در تاریخ ۷ اسفند ۱۳۸۵ با شمارهٔ ثبت ۱۷۷۷۳ به‌عنوان یکی از آثار ملی ایران به ثبت رسیده است.